# 八宝茶 (植物)
八宝茶（学名：Euonymus przwalskii）是卫矛科卫矛属的植物，是中国的特有植物。分布在中国大陆的河北、甘肃、四川、西藏、云南、青海、山西、新疆等地，生长于海拔2,300米至3,600米的地区，目前尚未由人工引种栽培。